# Roja Chamankar
Roja Chamankar (en persan روجا چمنکار) est une poétesse iranienne, née le 10 mai 1981  à Borazjan, dans la province de Bouchehr. Elle est également cinéaste, et traductrice.

## Biographie
Elle étudie le cinéma à l’université de Téhéran, avant d’obtenir un Master en littérature dramatique. À son arrivée en France, en 2010, elle poursuit ses études par un master de cinéma.
Ses premiers poèmes, publiés dans la revue de Chiraz, ont été écrits à l'âge de onze ans. Elle écrit en outre des scénarios et des pièces de théâtre. Sa première anthologie poétique, Tu es allée m'apporter un peu de Sud, paraît en 2001. J'étais toujours une porte ouverte à l'errance, d'après le poème éponyme, paraît en 2014.
En 2011, le ministère iranien de la Culture lui décerne le prix Qaysar Aminpour (catégorie jeune poésie), décision critiquée par les médias officiels (Fars News notamment). La même année, un recueil de traductions de ses poèmes est publié en français, Mes souffles coupés par le milieu, par l'association Minuscule, éditrice de la revue Cyclocosmia. En 2014, elle publie en persan un recueil de traductions de poèmes d'Henri Meschonnic, De Silence en Silence, aux éditions Cheshmeh. En 2015, le recueil bilingue persan-français Je ressemble à une chambre noire, paraît aux éditions Bruno Doucey.
Elle a participé à plusieurs festivals poétiques : Göteborg, Vienne, Paris, Strasbourg et Nantes. Elle est invitée depuis 2005 au Festival International de Poésie Française, dans les villes de Paris et de Nantes.

## Œuvres traduites en français
- Mes souffles coupés par le milieu, Strasbourg, France, Association Minuscule, 2011, 38 p.  (ISBN 978-2-918989-01-1)
- Je ressemble à une chambre noire, trad. de Farideh Rava, Paris, Éditions Bruno Doucey, coll. « Soleil noir », 2015, 120 p.  (ISBN 978-2-36229-087-9)